# Liste der Baudenkmäler in Schollbrunn
Auf dieser Seite sind die Baudenkmäler in der unterfränkischen Gemeinde Schollbrunn zusammengestellt. Diese Tabelle ist eine Teilliste der Liste der Baudenkmäler in Bayern. Grundlage ist die Bayerische Denkmalliste, die auf Basis des Bayerischen Denkmalschutzgesetzes vom 1. Oktober 1973 erstmals erstellt wurde und seither durch das Bayerische Landesamt für Denkmalpflege geführt wird. Die folgenden Angaben ersetzen nicht die rechtsverbindliche Auskunft der Denkmalschutzbehörde.
 Diese Liste gibt den Fortschreibungsstand vom 15. April 2020 wieder und enthält 11 Baudenkmäler.

## Baudenkmäler nach Gemeindeteilen

### Schollbrunn
| Lage                         | Objekt                                             | Beschreibung | Akten-Nr.    | Bild                                       |
| ---------------------------- | -------------------------------------------------- | --- | ------------ | ------------------------------------------ |
| Brunnenstraße 17 (Standort)  | Bauernhaus                                         | Traufständiges zweigeschossiges Fachwerkhaus mit Satteldach über Kellergeschoss mit Freitreppe und fluchtendem Scheunentrakt mit Durchfahrt, zweite Hälfte 19. Jahrhundert, teilweise verändert         | D-6-77-182-1 | Bauernhaus                                 |
| Sohlhecke (Standort)         | Wegkapelle                                         | Unter zwei Kastanien, kleiner Rechteckbau mit Satteldach und verputztem Mauerwerk mit Sandsteinrahmungen, bezeichnet „1879“; mit Ausstattung                                                            | D-6-77-182-7 | Wegkapelle                                 |
| Spessartstraße 22 (Standort) | Hofmauer, Mauer des ehemaligen Forsthauses         | Mit vermauertem Wappenstein des 16. Jahrhunderts und Pfeilerportal mit Pienienzapfen, Sandstein, Frühklassizismus, um 1800                                                                              | D-6-77-182-3 | Hofmauer, Mauer des ehemaligen Forsthauses |
| Zur Kartause 2 (Standort)    | Evangelisch-lutherische Pfarrkirche                | Saalkirche mit eingezogenem Dreiseitchor und flach vortretendem Fassadenturm mit Spitzhelm, zurückhaltend gegliederte Sandsteinquaderfassade, neugotisch, 1896; mit Ausstattung                         | D-6-77-182-4 | weitere Bilder                             |
| Zur Kartause 2 (Standort)    | Kirchhofmauer                                      | Bruchstein, 18. Jahrhundert mit Pfeilerportal, um 1896 | D-6-77-182-4 | Kirchhofmauer                              |
| Zur Kartause 2 (Standort)    | Grabstein                                          | Sandstein, klassizistisch, bezeichnet „1778“ und „1859“ | D-6-77-182-4 | Grabstein                                  |
| Zur Kartause 3 (Standort)    | Quelleinfassung                                    | Tonnengewölbe mit Segmentbogenöffnung, Sandstein, bezeichnet „1781“ nicht nachqualifiziert, im Bayerischen Denkmal-Atlas nicht kartiert                                                                 | D-6-77-182-2 | BW                                         |
| Zur Kartause 4 (Standort)    | Ehemaliges evangelisches Pfarrhaus                 | Traufständiges eingeschossiges Satteldachhaus mit Zwerchdach und Sandsteinquaderfassade, um 1890 | D-6-77-182-5 | Ehemaliges evangelisches Pfarrhaus         |
| Zur Kartause 6 (Standort)    | Katholische Pfarrkirche St. Heinrich und Margareta | Saalkirche mit eingezogenem Chor, runder Apsis und Satteldach sowie Fassadenturm mit kurzem Spitzhelm, unverputztes Hausteinmauerwerk mit Werksteingliederungen, neuromanisch, 1887–88; mit Ausstattung | D-6-77-182-6 | weitere Bilder                             |

### Baumgartshof
| Lage                      | Objekt                                                | Beschreibung                                                                                                 | Akten-Nr.              | Bild           |
| ------------------------- | ----------------------------------------------------- | --- | ---------------------- | -------------- |
| Baumgartshof 1 (Standort) | Gutshof, sogenannter Baumgartshof, Herrenhaus         | Über Hanggeschoss eingeschossiger Walmdachbau mit geohrten Sandsteinrahmungen, barock, Mitte 18. Jahrhundert | D-6-77-182-9           | weitere Bilder |
| Baumgartshof 1 (Standort) | Gutshof, sogenannter Baumgartshof, Wirtschaftsgebäude | Eingeschossiger Halbwalmdachbau, Mitte 18. Jahrhundert, verändert                                            | D-6-77-182-9 zugehörig | weitere Bilder |
| Baumgartshof 1 (Standort) | Gutshof, sogenannter Baumgartshof, Einfriedung        | Bruchstein-Umfassungsmauer mit Pfeilertor und Pforte, Sandstein, bezeichnet „1755“                           | D-6-77-182-9 zugehörig | weitere Bilder |

### Grünau
| Lage                         | Objekt                                                    | Beschreibung | Akten-Nr.     | Bild           |
| ---------------------------- | --------------------------------------------------------- | --- | ------------- | -------------- |
| Kartause Grünau 1 (Standort) | Ehemaliges Kartäuserkloster                               | Gründung der Grafen von Wertheim 1328, Verwüstung im Bauernkrieg um 1525, Neuerrichtung 1635, Aufhebung 1803, in der Folge zum großen Teil abgebrochen oder umgenutzt, Ruinen der Kirche und verschiedener Klostergebäude, 14.–18. Jahrhundert, teilweise mit Schutzdächern versehen | D-6-77-182-10 | weitere Bilder |
| Kartause Grünau 1 (Standort) | Ehemaliges Kartäuserkloster, ehemaliges Prokuratiegebäude | Zweigeschossiger Satteldachbau mit verputztem Fachwerkobergeschoss und Pultdachanbau, 17. Jahrhundert | D-6-77-182-10 | weitere Bilder |
| Kartause Grünau 1 (Standort) | Ehemaliges Kartäuserkloster, Wirtschaftsgebäude           | Eingeschossiger Mansarddachbau mit Halbwalmen, Bruchsteinmauerwerk mit Sandsteinrahmungen und offener Laube, 18. Jahrhundert | D-6-77-182-10 | weitere Bilder |
| Kartause Grünau 1 (Standort) | Ehemaliges Kartäuserkloster, Klostermauer                 | Mit Turm und kugelbekröntem Portal, 18. Jahrhundert | D-6-77-182-10 | weitere Bilder |
| Kartause Grünau 1 (Standort) | Ehemaliges Kartäuserkloster, Kirchenruine                 | | D-6-77-182-10 | weitere Bilder |
| Kartause Grünau 1 (Standort) | Ehemaliges Kartäuserkloster, Teichwirtschaftsanlagen      | 14.–20. Jahrhundert | D-6-77-182-10 | weitere Bilder |

### Schneidmühle
| Lage                                                                 | Objekt                                               | Beschreibung | Akten-Nr.    | Bild           |
| -------------------------------------------------------------------- | ---------------------------------------------------- | --- | ------------ | -------------- |
| Kapellenwiesen; Straße nach Hasloch, nahe der Fechermühle (Standort) | Ehemalige Wallfahrtskirche St. Maria (Markuskapelle) | Umfassungsmauern von Langhaus und eingezogenem gerade schließendem Chor, Bruchsteinmauerwerk mit Maßwerkfenstern und profilierten Wappenportalen, spätgotisch, erste Hälfte 16. Jahrhundert, Verfall nach Zerstörung im Bauernkrieg 1525 und Einsetzen der Reformation ab 1556 | D-6-77-182-8 | weitere Bilder |

### Zwieselmühle
| Lage                          | Objekt  | Beschreibung | Akten-Nr.     | Bild    |
| ----------------------------- | ------- | --- | ------------- | ------- |
| Zwieselmülleräcker (Standort) | Kapelle | Kleiner verputzter Massivbau mit offener Vorhalle auf Holzstützen, stumpfes Pyramidendach mit Pyramidendach-Laterne; mit Pietà, 1907 | D-6-77-182-11 | Kapelle |